# Jaroslav Matucha
Jaroslav Matucha (* 17. května 1933 Drahelice) je bývalý český fotbalový brankář.

## Hráčská kariéra
V československé lize chytal za SONP Kladno, v devíti zápasech uhájil čisté konto.

### Prvoligová bilance
| Ročník          | Zápasy | Góly | Minuty | Nuly | Klub           |
| --------------- | ------ | ---- | ------ | ---- | -------------- |
| I. liga 1960/61 | 17     | 0    | 1 261  | 3    | TJ SONP Kladno |
| I. liga 1961/62 | 26     | 0    | 2 275  | 5    | TJ SONP Kladno |
| I. liga 1962/63 | 13     | 0    | 985    | 1    | TJ SONP Kladno |
| I. liga 1963/64 | 1      | 0    | 48     | 0    | TJ SONP Kladno |
| CELKEM I. LIGA  | 57     | 0    | 4 569  | 9    |                |